# Glenea lambii
Glenea lambii é uma espécie de escaravelho da família Cerambycidae. Foi descrito por Francis Polkinghorne Pascoe em 1866, originalmente sobre o género Tanylecta.  É conhecida a sua existência na Malásia.